# 松本聖海
松本 聖海（まつもと しょう、2000年12月27日 - ）は、日本の元子役。

## 出演

### テレビ
- 妖しき文豪怪談（NHKデジタル衛星ハイビジョン、2011年） - 第3話『鼻』・五郎太 役[要出典][2]
- 南極大陸（TBSテレビ、2011年） - 第1話・少年 役[要出典][2]
- デカ 黒川鈴木（日本テレビ放送網、2012年） - 第6話・横田健次 役[要出典][2]
- パパドル!（TBSテレビ、2012年）- 岡島大輔 役（レギュラー）[3]。
- かすていら（NHK BSプレミアム、2013年） - タモツ 役（レギュラー）[2][4]
- 二十四の瞳（テレビ朝日、2013年）  - 森岡正 役[要出典][2]
- 料理昔ばなし 〜再現!江戸時代のレシピ〜（時代劇専門チャンネル、2013年） - 太助 役（レギュラー）[5]

### CM
- マクドナルド「ハッピーセット」[要出典]
- レベルファイブ「イナズマイレブンGO シャイン／ダーク」[要出典]
- Shell

### 舞台
- 「SING」[要出典]